# Hallam Football Club
O Hallam Football Club é um clube de futebol inglês com sede na cidade de Sheffield. O clube disputa atualmente a Northern Counties East League Division One. Fundado em 1860, é o segundo time mais antigo do mundo. O clube também foi o campeão da primeira competição de futebol da história, a Youdan Cup, em 1867.
Suas cores são o azul e o branco.

## Títulos
| Nacionais | Nacionais                                           | Nacionais | Nacionais                                   |
|           | Competição                                          | Títulos   | Temporadas                                  |
| --------- | --------------------------------------------------- | --------- | ------------------------------------------- |
|           | Youdan Cup                                          | 1         | 1867                                        |
|           | Yorkshire Football League Division Two              | 1         | 1960-61                                     |
|           | Northern Counties East Football League - League Cup | 1         | 2003-04                                     |
|           | Sheffield Association League                        | 1         | 1949–50                                     |
|           | Hatchard League                                     | 2         | 1902–03, 1948–49                            |
|           | Sheffield Amateur League                            | 4         | 1912–13, 1913-14, 1922-23, 1928-29          |
|           | Sheffield and Hallamshire Senior Cup                | 5         | 1950–51, 1961–62, 1964–65, 1967–68, 2020-21 |